# Zeugites capillaris
Zeugites capillaris là một loài thực vật có hoa trong họ Hòa thảo. Loài này được (Hitchc.) Swallen miêu tả khoa học đầu tiên năm 1943.